# Азов (протичовновий корабель)
«Азо́в» — великий протичовновий корабель проєкту 1134Б (шифр «Беркут-Б», англ. Kara class за класифікацією НАТО) Чорноморського флоту СРСР і Російської Федерації названий на честь міста Азова.

## Історія
Зарахований до списків кораблів ВМФ 4 січня 1972 року, 21 липня того ж року закладений на заводі імені 61 комунара в Миколаєві (заводський № 2004).
14 вересня 1973 року спущений на воду, вступив у стрій 25 грудня 1975 року. 19 лютого 1976 року включений до складу Червонопрапорного Чорноморського флоту.
5-7 жовтня 1976 року була проведена інспекція Міністерства оборони СРСР. На виході в море був присутній заступник міністра Кирило Москаленко.
У 1977 році замість кормової ПУ ЗРК «Шторм» на кораблі був встановлений дослідний зразок комплексу С-300Ф, внаслідок чого він став єдиним кораблем в світі, що мав на озброєнні ЗРК трьох різних типів.
З 18 липня 1984 року по 21 лютого 1985 року пройшов на Севастопольському морському заводі капітальний ремонт.
Здійснив візити:
- 22—26 січня 1990 — Пірей (Греція)
- 25 червня—1 липня 1990 — Гавана (Куба)
- 24—28 червня 1991 — Тулон (Франція)
- 15—19 серпня 1991 — Констанца (Румунія).

У 2000 році був виведений зі складу флоту і до червня 2002 року перероблений на метал в Інкермані.